# William James Sidis
William James Sidis (New York, 1º aprile 1898 – Boston, 17 luglio 1944) fu un bambino prodigio statunitense con straordinarie doti matematiche e linguistiche. Persona col più alto QI mai misurato nella storia (di ben 254 punti, con deviazione standard 24), fu dapprima famoso per la sua precocità, mentre in seguito venne criticato per la sua eccentricità e riservatezza. Verso la fine della sua vita abbandonò la matematica e scrisse saggi relativi ad altre materie, cambiando spesso pseudonimo.
È noto per aver scritto nel 1920 il libro The Animate and the Inanimate, nel quale ragiona intorno all'origine della vita nel contesto della termodinamica. Fu ammesso ad Harvard all'età di 11 anni e, in età adulta, pare fosse in grado di parlare fluentemente circa 25 lingue e dialetti. Attorno alla sua persona fiorì e si affermò una letteratura dai contenuti non sempre verificabili, e in qualche caso probabilmente sensazionalistici, ma suoi colleghi, come Norbert Wiener, gli riconobbero una prodigiosa intelligenza.

## Biografia

### I genitori e la prima infanzia (1898-1909)
Nacque il 1º aprile 1898 a New York, da immigrati ebrei ucraini. Ereditò il nome William da quello del suo padrino, amico e collega di suo padre, lo psicologo William James. Il padre, Boris Sidis, laureato e professore ad Harvard in psicologia, era emigrato nel 1887 per sfuggire alle persecuzioni politiche. Noto psichiatra, pubblicò numerosi libri e articoli, diventando un pioniere della psicopatologia. Fu anche poliglotta, e suo figlio ne seguì l'esempio in tenera età.
La madre, Sarah Mandelbaum Sidis, fuggì dalla Russia con la famiglia, per evitare i pogrom del 1889 e frequentò la scuola di medicina dell'Università di Boston, laureandosi nel 1897. I genitori di Sidis incoraggiarono nel loro figlio un amore precoce per la conoscenza (metodo di educazione criticato dai media e, in retrospettiva, da loro stessi). Sidis poteva leggere The New York Times a 18 mesi. A otto anni, si dice che imparò da autodidatta otto lingue (latino, greco, francese, russo, tedesco, ebraico, turco e armeno) e ne inventò una, che chiamò "Vendergood", argomento del suo secondo libro, scritto proprio alla stessa età.

### La vita ad Harvard (1909-1915)
Benché nel 1906 l'università lo avesse rifiutato perché troppo giovane, dal 1909 William risulta ancor oggi il più giovane studente iscrittosi ad Harvard. A 11 anni William accedette ai corsi grazie ad un programma che permetteva di iscrivere precocemente studenti dotati. Del gruppo sperimentale fecero parte anche Norbert Wiener, Richard Buckminster Fuller e il compositore Roger Sessions.
All'inizio del 1910 Sidis era tanto competente in matematica da tenere una lezione sui corpi quadridimensionali all'Harvard Mathematical Club. Norbert Wiener, noto bambino prodigio e pioniere della cibernetica, che all'epoca frequentava Harvard e conosceva Sidis, scrisse nel suo libro Ex-Prodigy: "La lezione avrebbe fatto onore a uno studente della magistrale [...] ha rappresentato il trionfo degli sforzi di un bambino molto intelligente". Il professore del MIT Daniel F. Comstock affermò che Sidis sarebbe diventato un grande matematico e una figura di riferimento in quel settore. William iniziò a frequentare dei corsi a tempo pieno nel 1910. Il 18 giugno 1914 ottenne un Bachelor of Arts cum laude, all'età di 16 anni.
Subito dopo aver ottenuto il diploma, dichiarò ai giornalisti l'intenzione di intraprendere la cosiddetta "vita perfetta", cioè di ritirarsi a vita privata. Concesse un'intervista ad un reporter del Boston Herald, in cui rese noto il voto di rimanere celibe e dichiarò che le donne non lo attraevano, anche se in seguito stabilì un forte legame con una ragazza, Martha Foley.

### Il periodo di insegnamento e gli ulteriori studi (1915-1919)
Dopo che un gruppo di studenti di Harvard aveva minacciato di picchiarlo, i genitori gli assicurarono un lavoro come insegnante assistente di matematica al William Marsh Rice Institute for the Advancement of Letters, Science, and Art (oggi William Marsh Rice University). Nel dicembre del 1915 entrò all'università come Graduate Fellow, e cominciò a lavorare per il dottorato. Sidis insegnò in tre corsi: geometria euclidea, geometria non euclidea e trigonometria scrivendo in greco una dispensa per il corso di geometria euclidea.
Meno di un anno dopo, a causa degli studenti che si prendevano gioco di lui e del dipartimento che gli rimproverava di non avere i requisiti per l'insegnamento, William lasciò il posto e tornò in New England. La notizia del ritiro ebbe sui giornali risalto nazionale. Quando un amico gliene chiese il motivo, Sidis rispose: "Non ho mai saputo perché mi diedero il lavoro; non sono un bravo insegnante. Non volevo partire, mi fu richiesto di andar via". William abbandonò l'idea di una laurea in matematica e nel settembre del 1916 si iscrisse alla Harvard Law School, ma si ritirò all'ultimo anno nel marzo del 1919.

### Il socialismo e il "sequestro" nel sanatorio (1919-1921)
Il primo maggio del 1919, partecipò ad una manifestazione per la giornata dei lavoratori che fu bloccata dalla polizia e durante la quale William fu arrestato. Ovviamente la notizia ebbe di nuovo risalto sui giornali. Il district attorney lo accusò di aver guidato la manifestazione e chiese 18 mesi per assalto e sommossa come sancito dal Sediction Act del 1918 più una cauzione di 5000 $ per la sua libertà. Il suo compagno di classe Leverett Saltonstall versò la cauzione.
Durante il processo, William affermò di essere un socialista obiettore di coscienza e di non credere in un Dio. Grazie all'intervento del padre, che si accordò con il giudice, il caso fu archiviato, evitando a William la carcerazione. I genitori lo sequestrarono per un anno nel sanatorio del New Hampshire, gestito da loro; dopodiché lo inviarono in California dove per un altro anno dovette sottostare a restrizioni. I loro sforzi di riportare il giovane figlio "sulla retta via" ebbero come risultato di allontanarlo da loro.

### Dal 1921 al decesso (1944)
Dopo essere tornato sulla East Coast nel 1921, Sidis era determinato a condurre una vita tranquilla e riservata: si stabilì a New York, lontano dai suoi genitori, e svolse mansioni umili. Ci vollero anni prima che fosse legalmente autorizzato a tornare in Massachusetts, ed anche in seguito al nuovo trasferimento ebbe per un certo periodo il timore di essere arrestato. Collezionava ossessivamente biglietti del tram, scriveva opuscoli autopubblicati e impartiva ai suoi amici lezioni private di storia americana. Nel 1933, Sidis superò un esame di servizio civile a New York, ma ottenne un punteggio basso (254); in una lettera privata, definì questo evento "non così incoraggiante". Nel 1935 scrisse un manoscritto rimasto inedito, The Tribes and the States, in cui registrò i contributi dei nativi americani alla democrazia statunitense.
Nel 1937 il giornalista James Thurber scrisse - anonimamente - un articolo per il New Yorker, intitolato Where Are They Now? in cui descrisse la vita di Sidis come solitaria, affermando che egli viveva in una "camera da letto nell'ingresso nello squallido South End di Boston". Sidis si risentì per il pezzo poiché, a suo dire, conteneva informazioni false e ledeva la sua privacy, per cui fece causa al giornale. In primo grado, il tribunale stabilì che egli fosse un personaggio pubblico senza il diritto di contestare le notizie sulla sua persona; in appello, il giudice Charles Edward Clark - pur esprimendogli la sua simpatia personale - asserì che la corte non potesse concedere un'assoluta immunità a tutti i dettagli intimi. Sidis avrebbe poi trovato un accordo favorevole col New Yorker poco prima della sua scomparsa.
Nel 1944, a 46 anni, Sidis morì in solitudine, per emorragia cerebrale, la stessa patologia che, anni prima, aveva causato la morte del padre.

## Pubblicazioni e materie di ricerca
- Oltre alla matematica, materia sulla quale scrisse o tenne lezioni, William si occupò di cosmologia, psicologia e della storia degli Stati Uniti a partire dai nativi americani.[25] Alcune sue idee si occupavano di trasformazione reversibile e dei diritti individuali negli USA.
- Tra i suoi scritti: The Animate And The Inanimate (1920) Copyright 1925 di Richard G. Badger. (Traduzione italiana a cura di Luca Pergol: L'animato e l'inanimato, La Finestra editrice, 2022, ISBN 978-8895925-27-1)
- Tra i suoi scritti: The Tribes and The States (1935).
- Sidis si definì un peridromofilo, termine che coniò per indicare le persone affascinate dai trasporti e dai sistemi dei tram. Sotto lo pseudonimo di Frank Folupa, scrisse, a 28 anni, un ponderoso tomo di 300 pagine sulla collezione e classificazione dei biglietti del tram (Notes on the Collection of Transfers). In The Prodigy, Amy Wallace afferma: "Questo libro è probabilmente il libro più noioso mai stato scritto". In esso, Sidis descrive nei minimi dettagli i principi alla base dei biglietti, il loro aspetto fisico e persino come raccogliere quelli usati che si possono trovare per strada. Ad esempio, se il biglietto è in una pozzanghera congelata, è meglio staccare il biglietto con il ghiaccio circostante e portarlo a casa e scongelarlo, piuttosto che rischiare di danneggiarlo cercando di staccarlo dal ghiaccio sul posto.[26]
- Nel 1930 Sidis ricevette un brevetto per un calendario perpetuo, che teneva conto degli anni bisestili.[27]
- Nel 2011, il giornalista e scrittore Morten Brask pubblica il romanzo "La vita perfetta di Wiliam Sidis[28] (titolo originale William Sidis' perfekte liv) che nel 2014 viene tradotto da Ingrid Basso e pubblicato da Iperborea. Il libro racconta, in forma romanzata, la biografia di William Sidis.